# PAX (evento)
PAX (originalmente conhecido como Penny Arcade Expo) é uma série de festivais de cultura de jogos envolvendo jogo de mesa, arcade e jogo eletrônico. O PAX é realizado anualmente em Seattle, Boston, Filadélfia e San Antonio, nos Estados Unidos; e Melbourne na Austrália.
O PAX foi originalmente criado em 2004 por Jerry Holkins e Mike Krahulik, os autores do webcomic Penny Arcade, porque eles queriam assistir a um show exclusivamente para jogos. As características definidoras dos programas incluem um discurso de abertura de um membro da indústria, concertos inspirados na cultura de jogos, painéis sobre tópicos de jogos, estandes de exposição de desenvolvedores e publicadores de jogos independentes e importantes, um multijogador em LAN party, torneios de jogos de mesa e áreas freeplay de jogos eletrônicos.

## História
O primeiro PAX, conhecido na época como Penny Arcade Expo, foi realizada de 28 a 29 de agosto de 2004, em Bellevue, Washington, no Meydenbauer Center, e contou com a presença de aproximadamente 3.300 pessoas. O evento passou a acontecer anualmente em agosto, no mesmo local, pelos próximos dois anos. A participação cresceu rapidamente, com mais de 9.000 participantes em 2005 e mais de 19.000 em 2006.
Em 2007, o evento superou o tamanho do local anterior e foi transferido para o Washington State Convention Center, com um público total de 39.000. A participação continuou a crescer para 58.500 em 2008, 60.750 em 2009 e 70.000 em 2011. O programa parou de relatar números de atendimento em 2011, citando dificuldades em rastrear o atendimento em um evento de vários dias.
O PAX Prime 2013 foi o primeiro PAX de quatro dias e ocorreu de 30 de agosto a 2 de setembro de 2013. Os passes para o PAX Prime 2013 esgotaram em seis horas.

### Expansão para cidades adicionais
Em 2010, o Penny Arcade sediou seu primeiro evento fora de Seattle. O PAX East foi realizada em Boston, de 26 a 28 de março de 2010, no Hynes Convention Center. Com uma participação de 52.290 pessoas, o PAX East rivalizou com o recém-apelidado "PAX Prime" em Washington, que teve 67.600 participantes em 2010. Este local foi transferido para o Boston Convention and Exhibition Center em 2011. Um acordo alcançado no início de 2012 comprometeu Boston como a casa do PAX East até 2023. 
2013 marcou a primeira expansão internacional do PAX. O PAX Australia 2013 foi realizada de 19 a 21 de julho de 2013 no Melbourne Showgrounds. No ano seguinte, mudou-se para o Melbourne Convention and Exhibition Centre, onde foi confirmado que permanecerá até pelo menos 2019.
O primeiro PAX South foi realizado em San Antonio, Texas, no Henry B. González Convention Center, de 23 a 25 de janeiro de 2015. Ele estabeleceu um recorde do PAX de maior público em um ano inaugural.

### Novos verticais
Em 2011, o Penny Arcade lançou o PAX Dev, um novo evento exclusivo para a comunidade de desenvolvedores de jogos para "falar livremente e se concentrar inteiramente em seu comércio". Diferenciando-se de outros eventos de desenvolvedores de jogos como GDC, o PAX Dev não permite imprensa. 750 pessoas compareceram em 2011.
No PAX South 2017, Penny Arcade e ReedPOP anunciaram que um novo tipo de evento, o PAX Unplugged, seria realizado de 17 a 19 de novembro de 2017 no Pennsylvania Convention Center, na Filadélfia. O evento foi concebido como uma convenção exclusiva de jogo de mesa, um segmento de jogos que era apenas incidental em outros PAXes.

### Nome da PAX em Seattle
O PAX era originalmente conhecido como "Penny Arcade Expo", um evento exclusivo de Seattle, mas rapidamente se tornou conhecido por sua sigla "PAX". Como parte de uma expansão para novas cidades, o PAX de Seattle foi renomeado como "PAX Prime" em 2010. Em 18 de novembro de 2015, foi silenciosamente confirmado que o PAX Prime estava sendo renomeado para PAX West.

## Atividades
O PAX consiste nas seguintes atividades:
- Freeplay, ainda dividido em: Console, console clássico, portátil, PC, VR e jogo de mesa.
- Torneios, divididos em: Console e jogo de mesa. Alguns PAXes apresentam torneios adicionais hospedados por fornecedores.
- "Bring Your Own Computer" ou BYOC, um LAN Party.
- Painéis, palestras, assinaturas e eventos semelhantes.
- Concertos.
- PAX Arena, um torneio de eSports.
- O Omegathon.
- Um Salão de Exibição, que inclui estúdios de jogos, mercadorias e o Indie Megabooth.

### O Omegathon
Cada PAX apresenta um evento chamado "Omegathon", um torneio com duração de um festival que consiste em um grupo de participantes selecionados aleatoriamente competindo em uma chave de jogo por um grande prêmio (que varia de um grande pacote de jogos a uma viagem ao Japão, a uma viagem a qualquer PAX do mundo). A rodada final do Omegathon faz parte das cerimônias de encerramento do PAX. Os jogos anteriores da rodada final do Omegathon incluíram Tetris, Pong, Halo 3 e skee-ball.

### Enforcers
Os primeiros PAXes eram em grande parte administrados por um grande grupo de voluntários, que o programa chama de "Enforcers". Agora uma função paga, a maioria dos Enforcers ainda não são organizadores de conferências profissionais ou temporários, mas sim selecionados em um aplicativo disponível para os participantes no site do PAX.